# Abuso político da psiquiatria
O abuso político da psiquiatria é o mau uso intencional do diagnóstico, da detenção e do tratamento psiquiátrico com o objetivo de obstruir os direitos humanos fundamentais de grupos e indivíduos de uma sociedade. Psiquiatras têm sido envolvidos em abusos contra os direitos humanos em vários estados do mundo quando as definições de doença mental foram ampliadas para incluir a desobediência política. Hoje em dia, às vezes, presos políticos são confinados e maltratados em instituições psiquiátricas, em muitos países. O encarceramento psiquiátrico de pessoas mentalmente saudáveis é uniformemente entendido como uma forma perniciosa particular de repressão. Entre os anos 1960s a 1986, o abuso da psiquiatria para fins políticos foi relatado como ocasional em outros países do Leste Europeu, tais como a Romênia, Hungria, Tchecoslováquia e Iugoslávia, e sistemático na União Soviética.